# Bistum Caxias do Sul
Das Bistum Caxias do Sul (lat.: Dioecesis Caxiensis Australis) ist eine in Brasilien gelegene römisch-katholische Diözese mit Sitz in Caxias do Sul im Bundesstaat Rio Grande do Sul.

## Geschichte
Das Bistum Caxias do Sul wurde am 8. September 1934 durch Papst Pius XI. mit der Apostolischen Konstitution Quae spirituali christifidelium aus Gebietsabtretungen des Erzbistums Porto Alegre als Bistum Caxias errichtet. Es wurde dem Erzbistum Porto Alegre als Suffraganbistum unterstellt.
Am 19. Oktober 1966 wurde das Bistum Caxias in Bistum Caxias do Sul umbenannt. Das Bistum Caxias do Sul gab am 10. November 1999 Teile seines Territoriums zur Gründung des Bistums Osório ab.

## Ordinarien

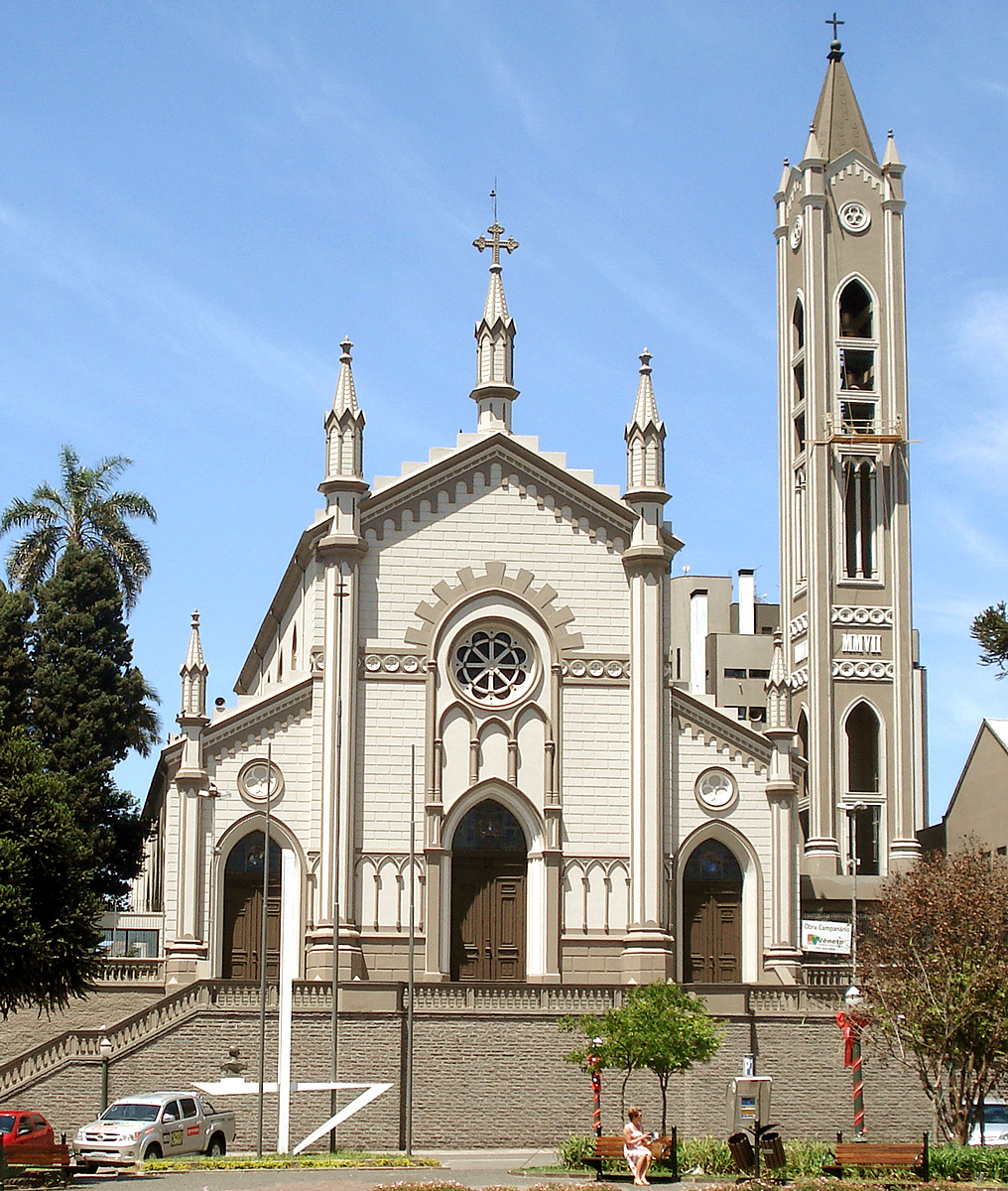
Kathedrale Santa Teresa in Caxias do Sul

### Bischöfe von Caxias
- José Baréa, 1935–1951
- Benedito Zorzi, 1952–1966

### Bischöfe von Caxias do Sul
- Benedito Zorzi, 1966–1983
- Nei Paulo Moretto, 1983–2011
- Alessandro Carmelo Ruffinoni CS, 2011–2019
- José Gislon OFMCap, seit 2019